# Europese kampioenschappen judo 1965
De Europese kampioenschappen judo 1965 werden op 23 en 24 april 1965 gehouden in Madrid, Spanje. 

## Resultaten
| Gewichtsklasse | Goud                | Zilver           | Brons                              |
| -------------- | ------------------- | ---------------- | ---------------------------------- |
| – 63 kg        | Alexey Ilyushin     | Sergey Suslin    | Kazimierz Jaremczak Anton Linskens |
| – 70 kg        | Vladimir Kuspish    | Brian Jacks      | Salvador Álvarez Michal Vachun     |
| – 80 kg        | Martin Poglajen     | Patrick Clement  | Ray Ross Gérard Buc                |
| – 93 kg        | Anatoly Yudin       | Joop Gouweleeuw  | Anthony Sweeney Karl Nitz          |
| + 93 kg        | Parnaoz Chikviladze | Guenther Monczyk | Anton Geesink Alphonse Lemoine     |
| Open           | Alfred Meier        | Syd Hoare        | Anton Geesink Jacques Noris        |

## Medailleklassement
| Plaats | Land                           | Goud | Zilver | Brons | Totaal |
| 1      | Sovjet-Unie                    | 4    | 1      | 0     | 5      |
| 2      | Nederland                      | 1    | 1      | 3     | 5      |
| 3      | Bondsrepubliek Duitsland       | 1    | 1      | 0     | 2      |
| 4      | Verenigd Koninkrijk            | 0    | 2      | 2     | 4      |
| 5      | Frankrijk                      | 0    | 1      | 3     | 4      |
| 6      | Tsjecho-Slowakije              | 0    | 0      | 1     | 1      |
| 6      | Duitse Democratische Republiek | 0    | 0      | 1     | 1      |
| 6      | Polen                          | 0    | 0      | 1     | 1      |
| 6      | Spanje                         | 0    | 0      | 1     | 1      |
|        | Totaal                         | 6    | 6      | 12    | 24     |